# Gösta Klementsson
Hans Gösta Emil Klementsson, född 14 augusti 1923 i Malmö, död 26 december 2013 i Karlshamn, var en svensk jurist som var lagman i Sölvesborgs tingsrätt från 1971 till 1978 samt i Karlshamns tingsrätt från 1978 till 1990.
Klementsson blev juris kandidat vid Lunds universitet 1947 och genomförde tingstjänstgöring 1947-1950 innan han 1963 blev fiskal vid hovrätten över Skåne och Blekinge. Han var tingsdomare i Bräkne och Karlshamns domsaga 1961-1970. Han var lagman i  Sölvesborgs tingsrätt 1971-1978 och i Karlshamns tingsrätt 1978-1990.
Klementsson var son till med. lic. Emil Klementsson och hans maka Anna, född Ryberg. Han var gift från 1954 med Ingrid, socionom, född Möller 1925.